# Great Shunner Fell
Great Shunner Fell är ett berg i Storbritannien.   Det ligger i grevskapet North Yorkshire och riksdelen England, i den centrala delen av landet, 300 km norr om huvudstaden London. Toppen på Great Shunner Fell är 716 meter över havet.
Terrängen runt Great Shunner Fell är huvudsakligen lite kuperad.Runt Great Shunner Fell är det ganska glesbefolkat, med 36 invånare per kvadratkilometer. Närmaste större samhälle är Sedbergh, 19,1 km väster om Great Shunner Fell. Trakten runt Great Shunner Fell består i huvudsak av gräsmarker.